# ألبومين المصل
ألبومين المصل أو ألبيومين الدم أو الزلال المصلي وغالبا ما يُشار إليه باسم زلال الدم (بالإنجليزية: Serum albumin)‏، هو بروتين ألبيومين (نوع من البروتينات الكروية) يوجد في دم الفقاريات.
ألبيومين المصل هو زلال (نوع من البروتين الكروي) موجود في دم الفقاريات. يتم ترميز الألبومين في المصل البشري بواسطة جين ALB. أشكال الألبومين في الثدييات الأخرى، مثل المصل البقري، مماثلة كيميائياً.
يتم إنتاج ألبيومين المصل في الكبد، ويكون في بلازما الدم، وهو أكثر بروتينات الدم وفرة في الثدييات. الزلال (ألبيومين المصل) أمر ضروري للحفاظ على «الضغط الاسموزى الغروى» اللازم للتوزيع السليم لسوائل الجسم بين الأوعية الدموية وأنسجة الجسم، وبدون الألبومين، فإن الضغط العالي في الأوعية الدموية قد يجبر المزيد من السوائل على الخروج إلى الأنسجة. كما أنه يعمل كحامل للبلازما عن طريق الارتباط بالعديد من هرمونات الستيرويد الكارهة للماء وكبروتين لنقل الهيمين (بالإنجليزية: hemin)‏ والأحماض الدهنية.
ازدياد ألبيومين المصل الكثير جدا أو القليل جدا قد يكون ضارًا. الزلال في البول عادة ما يدل على وجود أمراض الكلى. في بعض الأحيان يظهر الألبومين في البول للأشخاص الطبيعيين بعد فترة طويلة من الجلوس (بالإنجليزية: Orthostatic albuminuria)‏.

## روابط خارجية
- RCSB Protein Data Bank : Molecule of the Month – Serum Albumin
- Albumin binding prediction